# برابانتس بييل 2016
برابانتس بييل 2016 (بالهولندية: Brabantse Pijl 2016 )‏ هو سباق دراجات هوائية، وهو الموسم رقم 56 من نفس السباق، وأقيم في 13 أبريل 2016، وامتدّ لمسافة 205.3 كيلومتر، وهو أحد سباقات طواف أوروبا للدراجات 2016، وهو من نوع سباق يوم واحد، وقد شارك في السباق 195 متسابقاً ووصل إلى نهايته 140 متسابقاً.
فاز فيه بالمركز الأول Petr Vakoč ‏، وبالمركز الثاني إنريكو جاسباروتو، وبالمركز الثالث توني قالوبا.

## الفرق
| فرق عالمية (8)- بي إم سي راسينغ - Cannondale - Dimension Data - Etixx-Quick Step - Giant-Alpecin - IAM Cycling - Lotto-Soudal - Orica-GreenEDGE فرق قارية محترفة (17)- Bardiani CSF - Bora-Argon 18 - CCC Development Team ‏ - Cofidis, Solutions Crédits - Direct Énergie - دراباك 2016 ‏ - Fortuneo-Vital Concept - غازبروم روسفيلو ‏ - تيم نوفو نورديسك ‏ - ONE Pro Cycling ‏ - رومبوت تشارلز ‏ - Akros–Excelsior–Thömus ‏ - ويلير تريستينا-سيل إيطاليا ‏ - Stölting Service Group (cycling team) ‏ - سبورت فلاندرين بالويس 2016 ‏ - Verva ActiveJet ‏ - Wanty-Groupe Gobert |  |
| |  |

## التصنيف العام النهائي
| التصنيف العام | التصنيف العام    | التصنيف العام | التصنيف العام          | التصنيف العام |        |
| الدراج        | الدراج           | البلد         | الفريق                 | الوقت         | السرعة |
| ------------- | ---------------- | ------------- | ---------------------- | ------------- | ------ |
| 1.            | Petr Vakoč ‏      | التشيك        | Etixx-Quick Step       |               |        |
| 2.            | توني قالوبا      | فرنسا         | لوتو سودال             |               |        |
| 3.            | إنريكو جاسباروتو | إيطاليا       | Wanty-Groupe Gobert    |               |        |
| 4.            | بريان كوكار      | فرنسا         | Direct Énergie         |               |        |
| 5.            | مايكل ماثيوز     | أستراليا      | Orica-GreenEDGE        |               |        |
| 6.            | سوني كولبريلي    | إيطاليا       | Bardiani CSF           |               |        |
| 7.            | ماوريتس لامرتينك | هولندا        | Roompot-Oranje Peloton |               |        |
| 8.            | جوليان ألافيليب  | فرنسا         | Etixx-Quick Step       |               |        |
| 9.            | توم جيلتا سلاتر  | هولندا        | Cannondale             |               |        |
| 10.           | لويك فليجن       | بلجيكا        | بي إم سي راسينغ        |               |        |

## وصلات خارجية
- الموقع الرسمي
- برابانتس بييل 2016 على موقع إحصائيات الدراجات الإحترافية (الإنجليزية)
- برابانتس بييل 2016 في موقع Cycling Archives سايكلنج أركايفز